# Eureka O'Hara
Eureka, también conocida comoEureka!, es el nombre artístico de Eureka D. Huggard (nacida el 26 de agosto de 1990), una drag queen y personalidad de telerrealidad estadounidense. Eureka saltó a la fama compitiendo en la novena y décima temporada de RuPaul's Drag Race. Fue descalificada de la novena temporada debido a una lesión en la rodilla, convirtiéndose en la primera concursante en la historia del programa en ser enviada a casa por una lesión; se le dio una plaza automática para la temporada 10, donde terminó como subcampeona. En 2021, Eureka compitió en la sexta temporada de RuPaul's Drag Race: All Stars, donde una vez más terminó como subcampeona.
Desde 2020, Eureka ha copresentado We're Here en HBO junto a sus compañeras de Drag Race Bob the Drag Queen y Shangela. La serie ha recibido elogios de la crítica.

## Primeros años y educación
Huggard nació el 26 de agosto de 1990, en Bristol, Tennessee, y empezó a actuar como drag en el club New Beginnings. Eligió el nombre de Eureka por su similitud fonética con el nombre de su madre, Ulrike, y su apellido O'Hara por el personaje de Lo que el viento se llevó Scarlett O'Hara.
La drag mother de Eureka es Jacqueline St. James, antigua ganadora de la competencia Miss Gay USofA at Large- Eureka ganó el título nacional de la organización contra el acoso escolar como Miss Don't H8 DIVA y fue galardonada con el Salón de la Fama. Antes de su aparición en RuPaul's Drag Race, Eureka había participado en el sistema de drag pageantry. Se retiró de la East Tennessee State University para competir en el programa.

## Carrera

### RuPaul's Drag Race
Eureka compitió en la novena y décima temporada de RuPaul's Drag Race y en la sexta temporada de RuPaul's Drag Race: All Stars. También compitió en RuPaul's Drag Race Holi-Slay Spectacular.
El 2 de febrero de 2017, se anunció que Eureka fue seleccionada junto a otros trece concursantes para competir en la novena temporada de RuPaul's Drag Race. Fue retirada de la competición en el quinto episodio debido a una rotura del ligamento cruzado anterior en el desafío del segundo episodio, lo que la convirtió en la primera concursante en la historia de RuPaul's Drag Race en abandonar debido a una lesión. Recibió fisioterapia antes de volver a competir en la décima temporada del programa en 2018. Durante esta temporada, Eureka ganó dos desafíos principales (en los episodios cinco y seis) y también tuvo que hacer lip sync for her life dos veces. Eureka finalmente terminó como subcampeona de la temporada 10, junto a Kameron Michaels y detrás de la eventual ganadora Aquaria.
Después de competir en la temporada 10, Eureka continuó trabajando prominentemente como drag queen en la industria del entretenimiento. Protagonizó el vídeo musical de la canción "For You" del cantante country Brandon Stansell, publicado en julio de 2018. En septiembre de 2018, le hizo un makeover drag a Zachary Quinto para la serie de Them's Makeover Drag Me. En diciembre de 2018, Eureka compitió en el especial de televisión RuPaul's Drag Race Holi-slay Spectacular. En 2019, apareció como invitada para el primer desafío en el estreno de la temporada 11 de Drag Race.
En junio de 2021, se reveló que Eureka era uno de los trece miembros del reparto de la sexta temporada de RuPaul's Drag Race: All Stars. Tras no ganar ningún reto principal pero mantenerse a salvo durante toda la temporada, Eureka fue eliminada por sus competidores entre los cinco primeros, pero posteriormente consiguió volver a participar en el concurso tras ganar una batalla de lip sync contra Silky Nutmeg Ganache. Al volver a la competición, Eureka ganó el siguiente reto principal (episodio 11) y un premio en metálico de 25.000 dólares. En la final de la temporada, Eureka volvió a quedar finalista junto a Ginger Minj y Ra'Jah O'Hara, perdiendo ante la ganadora final, Kylie Sonique Love.

### We're Here
Desde 2020, Eureka ha copresentado We're Here en HBO junto a sus compañeros de Drag Race Bob the Drag Queen y Shangela. En la serie, el trío de drag queens viaja por Estados Unidos para reclutar a habitantes de pueblos pequeños para que participen en drag shows de una sola noche. Tras estrenarse el 23 de abril de 2020, la serie fue renovada por una segunda temporada, que se estrenó el 11 de octubre de 2021. En diciembre de 2021, la serie fue renovada por una tercera temporada. La serie ha sido aclamada por la crítica.

## Música

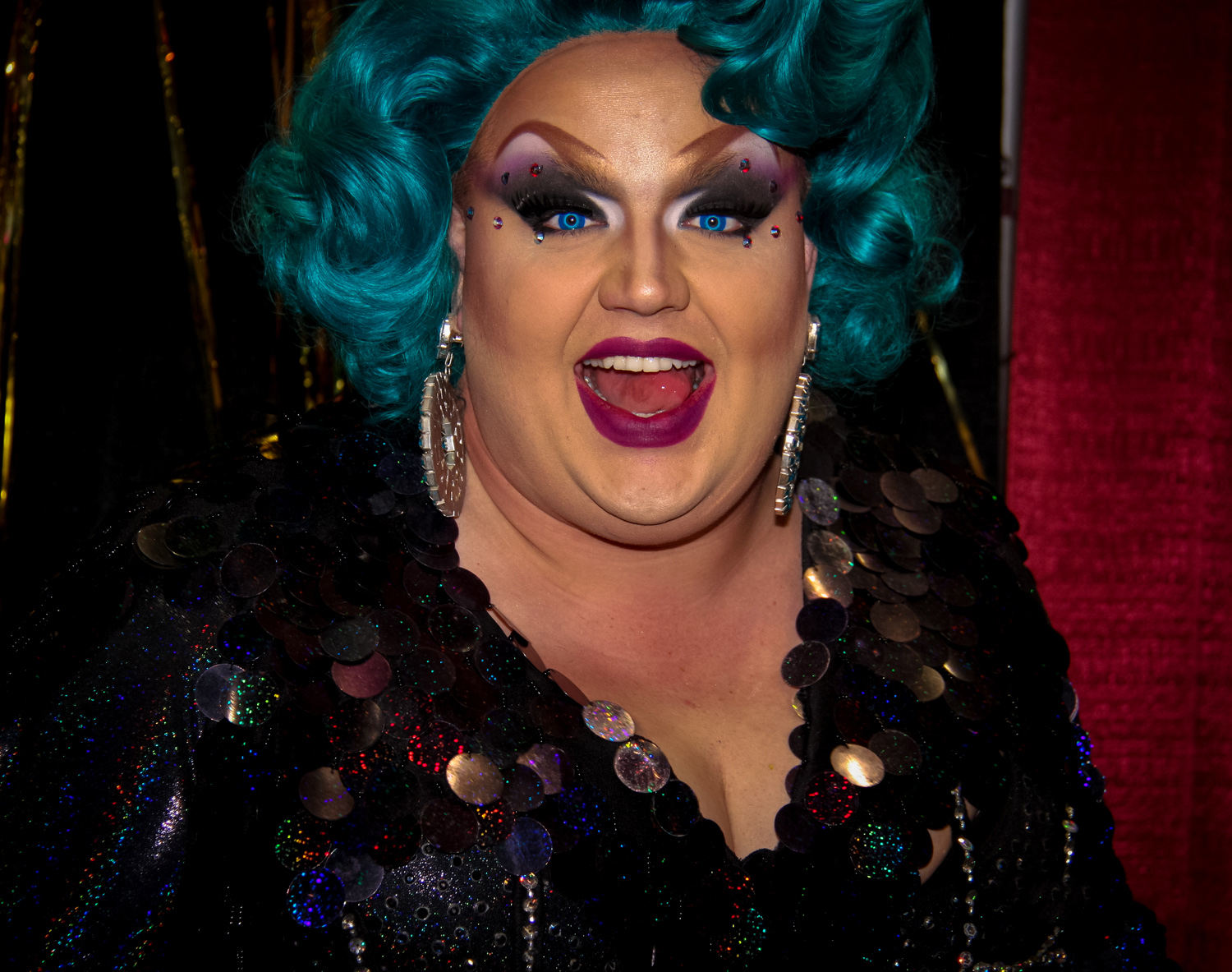
Eureka en 2017

En abril de 2017, O'Hara y Adam Barta estrenaron un sencillo y un vídeo musical para "Body Positivity", que cuenta con la participación de Kandy Muse, una drag queen de la Haus of Aja que más tarde competiría en la temporada 13 de Drag Race. El vídeo incluye cameos de los concursantes de RuPaul's Drag Race Charlie Hides y Cynthia Lee Fontaine, así como de la personalidad de la telerrealidad Farrah Abraham. "Body Positivity (part ii: Electropoint)" fue estrenado en marzo de 2018.
Eureka lanzó su primer sencillo en solitario, "Stomp", el 28 de abril de 2017. Ella lanzó su segundo sencillo en solitario, "The Big Girl", coescrito por Bob the Drag Queen, el 28 de junio de 2018. El vídeo musical que lo acompaña ha sido visto más de dos millones de veces en YouTube.
Como parte del desafío final de la décima temporada de RuPaul's Drag Race, O'Hara y los otros cuatro concursantes compusieron y grabaron sus propios versos para la canción de RuPaul "American". La canción alcanzó el número 12 en la lista de Billboard Dance/Electronic Songs. En noviembre de 2018, VELO lanzó el sencillo "Where My Man At", en el que participan O'Hara y la subcampeona de la tercera temporada de Drag Race, Manila Luzon. Ambas aparecen también en el vídeo musical de la canción, junto con Thorgy Thor, Ginger Minj y Trinity The Tuck.

## Vida personal
Eureka vivió como mujer trans durante unos cinco años antes de decidir dejar de serlo. Después se identificó como "génerofluido y género-neutral" y utilizaba los pronombres they/them fuera de drag. En el final de la tercera temporada de We're Here, Eureka salió del armario como mujer trans, utilizando exclusivamente los pronombres she/her y comenzando una transición tanto social como médica. Eureka apoya el body positivity y se ha apodado a sí misma "The Elephant Queen". Cita a Divine como influencia para su estética drag.

## Discografía
| Año  | Título                               | Notas                           |
| ---- | ------------------------------------ | ------------------------------- |
| 2017 | "Body Positivity"                    | ft. Adam Barta                  |
| 2017 | "Stomp"                              |                                 |
| 2018 | "The Big Girl"                       |                                 |
| 2018 | "Grandma Got Run Over by a Reindeer" |                                 |
| 2019 | "Pretty Hot and Tasty"               |                                 |
| 2021 | "Come Together"                      |                                 |
| 2022 | "WERQ!"                              |                                 |
| 2022 | "Big Mawma"                          | ft. Katie Kadan & Sarah Potenza |

## Filmografía

### Televisión
| Año           | Título                                 | Papel            | Notas                                                                    |
| ------------- | -------------------------------------- | ---------------- | ------------------------------------------------------------------------ |
| 2017-2019     | RuPaul's Drag Race                     | Concursante      | Temporada 9, 7 episodios (Undécimo lugar; expulsada debido a una lesión) |
| 2017-2019     | RuPaul's Drag Race                     | Concursante      | temporada 10, 14 episodios (Subcampeona)                                 |
| 2017-2019     | RuPaul's Drag Race                     | Concursante      | Holi-slay Spectacular, 1 episodio (Joint Winner)                         |
| 2017-2019     | RuPaul's Drag Race                     | Ella misma       | Invitada; Temporada 11, Episodio 1: "Whatcha Unpackin?"                  |
| 2017-2018     | RuPaul's Drag Race: Untucked           | Ella misma       | Temporada 8, 5 episodios                                                 |
| 2017-2018     | RuPaul's Drag Race: Untucked           | Ella misma       | Temporada 9, 12 episodios                                                |
| 2020          | AJ and the Queen                       | Ella misma       | Cameo; Episodio: "New York City"                                         |
| 2020–presente | We're Here                             | Ella misma       | Reparto principal                                                        |
| 2021          | RuPaul's Drag Race: All Stars          | Concursante      | Temporada 6, 12 episodios (Subcampeona)                                  |
| 2021          | RuPaul's Drag Race All Stars: Untucked | Ella misma       | Temporada 3, 12 episodios                                                |
| 2021          | American Horror Story: Double Feature  | Crystal DeCanter | Episodio 4: "Blood Buffet"                                               |
| 2022          | Love, Victor                           | Ella misma       | Cameo; Temporada 3, episodio 5                                           |
| 2022          | RuPaul's Secret Celebrity Drag Race    | Ella misma       | Invitada; Temporada 2, Episodio 4: "Drag Duet"                           |
| 2022          | The L Word: Generation Q               | Ella misma       | Cameo; Temporada 3, episodio 6                                           |

### Series web
| Año  | Título                              | Papel      | Notas                                                                       |
| ---- | ----------------------------------- | ---------- | --------------------------------------------------------------------------- |
| 2018 | Fashion Photo RuView                | Ella misma | Anfitriona invitada con Trinity the Tuck, Kameron Michaels y Yuhua Hamasaki |
| 2018 | Bestie$ for Ca$h                    | Ella misma | con Kameron Michaels                                                        |
| 2018 | Cosmo Queens                        | Ella misma | Invitada por Cosmopolitan                                                   |
| 2018 | Queen to Queen                      | Ella misma | Invitada con Aquaria                                                        |
| 2018 | Spillin' the Tea                    | Ella misma | Invitada con Billboard Pride                                                |
| 2018 | Drag Me                             | Ella misma | Invitada con Zachary Quinto                                                 |
| 2018 | Allure Drag Transformation Tutorial | Ella misma | Invitada                                                                    |
| 2019 | Iconic with Brad Goreski            | Ella misma | Invitada, original de WOW Presents                                          |
| 2019 | Sibling Rivalry                     | Ella misma | Invitada especial                                                           |
| 2020 | Fashion Photo RuView                | Ella misma | Anfitriona invitada con Raja, Raven y Manila Luzon                          |
| 2021 | Whatcha Packin’                     | Ella misma | Invitada                                                                    |
| 2021 | Ruvealing the Look                  | Ella misma | Invitada                                                                    |
| 2021 | Hey Qween! with Jonny McGovern      | Ella misma | Invitada                                                                    |
| 2022 | The Pit Stop                        | Ella misma | Invitada                                                                    |
| 2023 | Take It to the Runway               | Ella misma | Invitada con Angeria Paris VanMicheals                                      |
| 2023 | Billboard Cover                     | Ella misma | Invitada                                                                    |

### Vídeos musicales
| Año  | Título                 | Notas                                       |
| ---- | ---------------------- | ------------------------------------------- |
| 2022 | "WERQ!"                |                                             |
| 2021 | "Come Together"        |                                             |
| 2019 | "Pretty Hot and Tasty" | Colaboración con Lardi B & Jiggly Caliente  |
| 2018 | "The Big Girl"         |                                             |
| 2018 | "Where My Man At"      | con VELO & Manila Luzon                     |
| 2017 | "Body Positivity"      | con Adam Barta; colaboración con Kandy Muse |
| 2023 | "True Colors"          |                                             |

## Premios y nominaciones
| Año  | Organización   | Categoría    | Trabajo    | Resultados | Ref.   |
| ---- | -------------- | ------------ | ---------- | ---------- | ------ |
| 2023 | Queerty Awards | Drag Royalty | Ella misma | Nominada   | [ 74 ] |